# Agent USA
Agent USA – komputerowa gra edukacyjna wydana w 1984 roku przez Scholastic Corporation.

## Rozgrywka
W jednym z amerykańskich miast ktoś umieścił „FuzzBomb” – bombę biologiczną, która infekuje ludzi, zamieniając je w bezwolnie poruszające się „FuzzBodies”, które dalej rozprzestrzeniają zarazę, infekując ludzi, z którymi się zetkną. Celem gracza, który wciela się w rolę tajnego agenta, jest zneutralizowanie tej bomby za pomocą stu specjalnych kryształków. Poza zneutralizowaniem bomby, kryształki służą także do leczenia zainfekowanych osób. Na początku agent dysponuje dziesięcioma takimi kryształkami, jednak może on powiększyć ich ilość, rzucając je na ziemię, dzięki czemu będą samoczynnie się pomnażać. Utrudnieniem jest fakt, że zwykli obywatele również próbują je podnieść; pełnią oni jednak istotną rolę pomocniczą w grze, gdyż również mogą rozprzestrzeniać kryształki, pomagając walczyć z zarazą, a nawet ratując czasem agenta z opresji. Każde zetknięcie gracza z zainfekowaną osobą powoduje zmniejszenie liczby posiadanych kryształków o połowę, a w końcu zarażenie. Gracz może podróżować pociągiem po różnych miastach Stanów Zjednoczonych, ale musi w tym celu w kasie kupić bilet na określony pociąg. W punktach informacyjnych, położonych w stolicach stanów, może śledzić aktualne położenie bomby.
Podstawowym celem gry jest nauka geografii Stanów Zjednoczonych.